# Tibiao
Tibiao ist eine philippinische Stadtgemeinde in der Provinz Antique. Sie hat 26.748 Einwohner (Zensus 1. August 2015). In der Gemeinde befindet sich ein Campus der University of Antique.

## Baranggays
Tibiao ist politisch unterteilt in 21 Baranggays.
| - Alegre - Amar - Bandoja (Lupa-an) - Castillo - Esparagoza - Importante - La Paz - Malabor - Martinez - Natividad - Pitac | - Poblacion - Salazar - San Francisco Norte(tumangtang) - San Francisco Sur - San Isidro - Santa Ana - Santa Justa - Santo Rosario - Tigbaboy - Tuno |